# 斯坦尼斯劳斯·科别尔斯基
斯坦尼斯劳斯·科别尔斯基（波蘭語：Stanislaus Kobierski，1910年11月15日—1972年11月18日），德国男子足球运动员，场上位置是前锋。他曾代表德国国家队参加1934年国际足联世界杯，结果获得季军。